# Raska
Raska (ukrainisch und russisch Раска, polnisch Raska) ist ein Dorf im Westen der ukrainischen Oblast Kiew mit etwa 158 Einwohnern (2021).

## Geschichte
Die Ortschaft wurde mit ziemlicher Sicherheit zu Beginn des 18. Jahrhunderts von Siedlern aus dem Königreich Polen gegründet.
Da das Umland von Kiew zu der Zeit nur dünn besiedelt war, ermunterten polnische Adelige Bauern aus Zentralpolen sich dort anzusiedeln, woraufhin im heutigen Rajon Butscha mehrere Dörfer gegründet wurden.
Im Jahr 1900 gab es in Raska 30 Gehöfte mit insgesamt 238 Einwohnern und bis 1924 war das Dorf auf 50 Gehöfte mit insgesamt 320 Einwohnern
angewachsen. Während der deutschen Besatzung im Deutsch-Sowjetischen Krieg wurden bei einer Strafaktion der Deutschen am 11. April 1943 alle 400 Dorfbewohner (anderen Quellen nach über 600 Menschen) erschossen und das Dorf vollständig niedergebrannt.

## Geografische Lage
Raska liegt im Nordwesten des Rajon Butscha an der Grenze zur Oblast Schytomyr. Unweit südlich der Ortschaft verläuft die Fernstraße M 07, über die das ehemalige Rajonzentrum Borodjanka nach etwa 35 km in südöstliche Richtung zu erreichen ist.
Am 19. Januar 2016 wurde das Dorf ein Teil der neugegründeten Siedlungsgemeinde Piskiwka (7 Kilometer südlich gelegen), bis dahin war es ein Teil der gleichnamigen Siedlungsratsgemeinde Piskiwka im Nordwesten des Rajons Borodjanka.
Am 17. Juli 2020 kam es im Zuge einer großen Rajonsreform zum Anschluss des Rajonsgebietes an den Rajon Butscha.